# Crazy Night - Festa col morto
Crazy Night - Festa col morto (Rough Night) è un film del 2017 diretto da Lucia Aniello con protagoniste Scarlett Johansson, Kate McKinnon, Jillian Bell, Ilana Glazer e Zoë Kravitz.

## Trama
Dopo i tempi del college, ovvero 10 anni dal 2006, quattro ragazze Jess, Alice, Frankie e Blair, partono per Miami dove affittano una casa per l'addio al nubilato di Jess che ha intenzione di sposare Peter. Dopo un po' le raggiunge l'amica australiana di Jess, Pippa. Anche se la futura sposa vorrebbe fare una festa tranquilla, in realtà questa diventa una notte di divertimento dove le cinque amiche decidono di portare a casa uno spogliarellista.
Dopo che Jess rifiuta le avance dello spogliarellista, Alice lo uccide accidentalmente saltandoci sopra. Ora le ragazze dovranno decidere cosa fare del cadavere. Durante la notte dell'addio al nubilato iniziano ad assumere inaspettati contorni ironici, con la conseguenza che le ragazze finiscono per essere sempre più unite nonostante le loro più disparate avventure.

## Produzione

### Riprese
Le riprese del film, che inizialmente si sarebbe dovuto intitolare Rock That Body, sono iniziate nell'agosto 2016 a Saddle Rock, nello Stato di New York, per proseguire a Mount Vernon dal 26 settembre successivo.

## Promozione
Il primo trailer del film viene diffuso l'8 marzo 2017 in lingua originale ed in italiano il 13 marzo dello stesso anno.

## Distribuzione
La pellicola, inizialmente programmata per il 23 giugno 2017, è stata distribuita nelle sale cinematografiche statunitensi dal 16 giugno, mentre in Italia dal 27 luglio dello stesso anno.